# Ann Never
Ann Never è un personaggio del fumetto fantascientifico Nathan Never, edito dalla Sergio Bonelli Editore ed ideato dal trio Michele Medda, Antonio Serra e Bepi Vigna.

## Biografia del personaggio

### Prima dell'inizio della serie
Ann Never è la figlia nata dal matrimonio di Nathan Never e di Laura Lorring. I due, che si erano conosciuti durante l'addestramento di lui come fante spaziale, si trasferiscono sulla Terra quando la donna era già incinta. Nathan è diventato poliziotto, addetto alla sicurezza del procuratore distrettuale Sara McBain. I carichi di lavoro sono molto gravosi e anche dopo la nascita della bambina, Nathan trascorre poco tempo con la famiglia e il matrimonio inizia a vacillare. La crisi familiare si accentua quando Nathan inizia una relazione con la McBain. Nonostante il matrimonio in crisi, il legame con la figlia è molto forte, anche se spesso i pochi momenti trascorsi insieme sono interrotti da esigenze di servizio. In particolare, Nathan promette alla figlia che un giorno riuscirà ad avere abbastanza tempo per portarla a vedere gli unicorni. Durante un'indagine, Nathan sta per arrestare un pericoloso criminale, Ned Mace, psicopatico potenziato fisicamente da un abuso di droghe. Ned Mace sfugge alla cattura e mentre Nathan si intrattiene con la sua amante, fa irruzione a casa sua, massacrando la moglie e rapendo la figlia: davanti al tremendo spettacolo del corpo della moglie, i suoi capelli diventano completamente bianchi. Passano diversi anni, in cui Nathan ha lasciato la polizia e sì è ritirato nel monastero Shaolin alla ricerca di un equilibrio interiore. Qui viene rintracciato da Edward Reiser, imprenditore che ha appena fondato un'Agenzia di Vigilanza, che gli comunica che Ned Mace è stato arrestato e che la figlia Ann è stata ritrovata, anche se gli anni passati con il folle criminale la hanno resa autistica. Reiser vuole assumerlo come agente: il suo stipendio sarebbe sufficientemente alto per pagare le costose cure della figlia Ann, ricoverata in un istituto privato molto costoso, il Synclair Asylum.

### Nel Synclair Asylum
La bambina sembra rifiutare ogni contatto con la realtà e ogni forma di comunicazione con il padre. Dopo la strana morte di un'altra degente dell'istituto, scappa, subito inseguita da suo padre avvisata da Leyla Duchamp, la dottoressa che ne segue la guarigione. I due si riuniscono, ma vengono catturati dal dottore Hicks, che era stato causa della misteriosa morte dell'amica di Ann. Hicks, in realtà assoldato da Aristotele Skotos, sta effettuando esperimenti su Ned Mace. Ned Mace, che sembra comunicare con Ann telepaticamente, è oramai trasformato in un ibrido uomo-macchina: si libera dalle cinghie che lo imprigionano e uccide Hicks, quindi chiede a Nathan di ucciderlo, per liberarlo da quella condizione di esistenza disumana. Mosso da pietà, Nathan lo uccide.
Inizia una fase in cui Ann e Nathan comunicano per via onirica: Nathan continua ad avere incubi in cui la bambina dichiara di odiarlo per aver permesso la morte della madre, sogni che sono ambientati in un futuro di distruzione che la bambina descrive come il suo futuro, se il padre non aiuterà a cambiare lo stato attuale delle cose. Ann comunica telepaticamente con il superuomo Gabriel, dopo che questi ha aiutato Nathan a fuggire dalle grinfie di Skotos e di Raven: Gabriel afferma che la sua mente avrà bisogno di tempo per guarire, visti i terribili traumi a cui la bimba è stata sottoposta. La bambina sembra comunque essersi affezionata al peluche a forma di unicorno che il padre le ha regalato. Telepaticamente, chiederà al padre di eliminare Raven nel corso dell'incursione degli agenti Alfa. Il padre consegnerà a lei la registrazione che il dottore Amin Kelvan lascia per i combattenti del futuro, intuendo che Ann potrebbe essere la Dakkar di cui gli ha parlato l'uomo.
Con i suoi poteri telecinetici, la bambina salverà la vita al padre durante la Saga di Atlantide: in entrambe queste occasioni, la bambina non dimostra di aver perdonato il padre, piuttosto continua a rinfacciargli il passato. La bambina sembra essere consapevole del suo legame con l'invasione dei tecnodroidi: nei suoi disegni sono spesso raffigurati i suoi futuri rivali Selena e Bahal. Dopo una breve vacanza insieme al padre, la bambina, che per quanto pubblicamente non abbia ancora proferito parola, afferma di voler bene al padre. Nel corso dello scontro finale con il tecnodroide Raven (che si è rivelato essere in realtà Selena mandata indietro nel tempo da Lucifero prima di essere sconfitto dai ribelli nel suo futuro), scontro che avviene nella sua mente sullo scenario del futuro in cui si scontreranno, Ann trasformata in Dakkar e Nathan trasformato in Nemo avranno la meglio sul tecnodroide, che viene finalmente distrutto. Dopo il combattimento, la piccola non guarisce solo mentalmente ma anche fisicamente, crescendo improvvisamente fino a raggiungere l'età che avrebbe dovuto avere. La giovane abbraccia finalmente il padre, anche se la felicità dura poco: Ann decide di lasciare la Terra assieme alla Fratellanza Ombra.

## Versioni alternative

### Futuro di Nemo
In questo futuro, Ann si fa chiamare Dakkar ed è a capo dei ribelli contro i tecnodroidi, assieme a Gabriel e a Link. Proprio lei possiede la registrazione di Kelvan che dona agli uomini la forza di resistere. Dopo lo scontro finale con Lucifero, Gabriel è gravemente ferito da Bahal: la ribellione necessita di un nuovo capo. Grazie ai suoi poteri telepatici, trova il laboratorio in cui Susan Connery aveva conservato cellule e mente di Nathan Never, che viene così clonato dando origine a Nemo. Durante uno dei primi scontri con i tecnodroidi spaziali, Dakkar viene creduta uccisa: la morte della figlia porta Nemo ad allontanarsi dalla guerra. In realtà, Dakkar è stata trasformata da Neos in Artisia, un tecnodroide staccato dalla rete neurale. Tramite Artisia e il suo collegamento telepatico con Nemo, i tecnodroidi sono in grado di trovare la base segreta dei ribelli. Sconfitti, prima di fuggire Artisia sta per uccidere Susan Strong, ma viene fermata dal padre. Rivedendo il padre, Dakkar sembra avere un moto di coscienza. Quando gli umani entrano nel satellite di Neos e contaminano la rete con gli antinanoidi, Artisia è una dei pochi tecnodroidi a salvarsi dalla mutazione. Recuperando la sua coscienza, Ann che ora si fa chiamare comunque Artisia, inizia a governare insieme a Selena Dite, la città dei tecnodroidi superstiti, in pace con la terra. Ann aiuterà il padre durante la crisi innescata dal clone di Susan Connery e prenderà in mano la resistenza contro i Grigi, gli Hu-Serv di Mister Alfa che in questo futuro sono controllati dal sosia di Link. Infine, Artisia si scontrerà con l'imperatrice Ann, sua controparte in un altro Universo anche lei in parte tecnodroide, in parte Shra e in parte una terza razza spaziale in grado di nutrirsi e di produrre energia. Alla fine di una serie di vicissitudini, sul pianeta Arret le due si rivelano essere le due parti, quella buona e quella cattiva, che finalmente possono ricomporsi: Ann recupera finalmente la sua umanità.

### Ribelli di Marte
In questo futuro, Ann decide di tornare sulla Terra in tempo per incontrare un'ultima volta suo padre, lasciando Gabriel con il quale ha iniziato una relazione. Si trova impelagata in una complessa situazione politica che vede protagonisti i Pretoriani, il governo terrestre e i ribelli marziani capeggiati da Link, di cui fa parte anche suo fratello, che finora non ha mai conosciuto, Nathaniel. Dopo la liberazione di Marte, Ann parte per lo spazio con il padre, il fratello e la sua famiglia.

### Il numero 100
In questo presente alternativo, Laura non è mai morta, ma si è separata da Nathan. Ann vive con la madre e studia all'Università.